# 高家沟乡 (靖边县)
高家沟乡是中国陕西省榆林市靖边县下辖的一个乡。

## 行政区划
高家沟乡下辖以下行政区：
阳畔村、王沙湾村、庞畔村、黄蒿梁村、高峰村、赵庄村、常塔村